# Når bare han kan tælle køerne
|  | Denne artikel er oprettet af botten PalnaBot ud fra en ekstern database. Den kan derfor have sproglige fejl eller mangler. Denne skabelon kan fjernes efter kontrol af indholdet. |

Når bare han kan tælle køerne er en børnefilm fra 1986 instrueret af Rumle Hammerich, Tim Cenius efter manuskript af Rumle Hammerich, Tim Cenius.

## Handling
Novellefilm om to drenge fra Paro-dalen i Bhutan i Himalaya. Filmen giver et indtryk af de fremmede levevilkår og omgivelser